# 天耀巴士總站
天耀巴士總站（英文：Tin Yiu Bus Terminus）是位於香港新界天水圍天耀路天耀廣場對出的巴士總站，現時有3條巴士路線以此為總站。

## 歷史

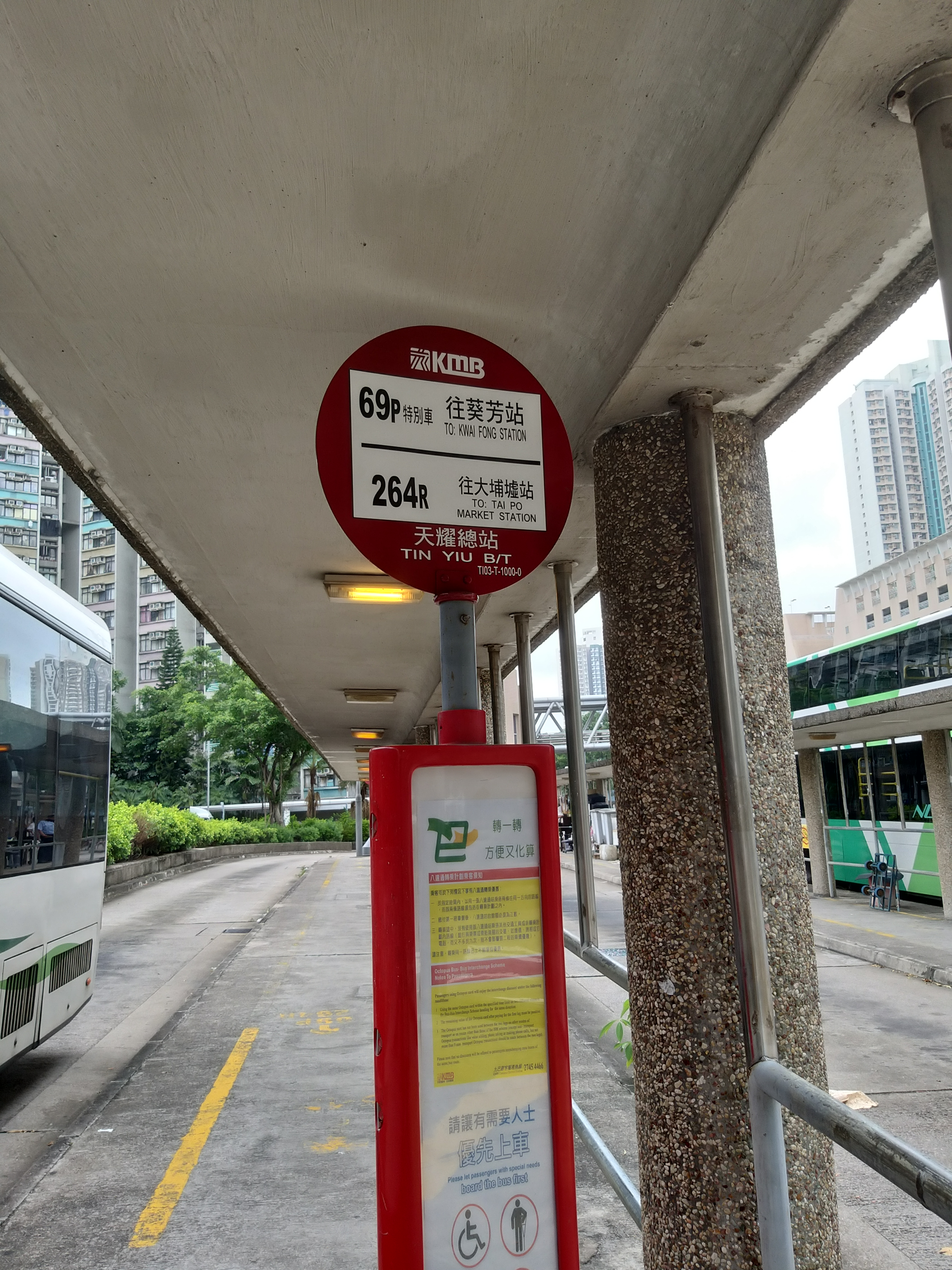

於1992年4月8日本總站配合天耀邨落成而開始運作，九巴同一天開辦了64M及69M線，翌年2月尾69M線延長至天瑞邨。
2004年4月4日，64M線取消，自此再沒有全日行駛的九巴路線以此站為總站，留下的只有在平日繁忙時間才開出的九巴/城巴特別班次服務及69M往葵芳站之分站。
2004年4月6日：69P線投入服務。
2008年5月12日，天耀總站的69M往葵芳站之分站遷出，新分站位於耀民樓。
2013年12月21日，新大嶼山巴士B2X線投入服務。
2018年12月1日，九龍巴士264R線線遷往此站。
2019年2月25日：69P線延長至天水圍站公共運輸交匯處,本站改為中途站。
2020年2月6日，因应2019新型冠状病毒疫情，B2X線暂停服务。
2020年2月15日至5月10日期間，264R線因應2019新型冠狀病毒疫情暫停服務，於同年的5月16日恢復服務。

## 總站路線資料

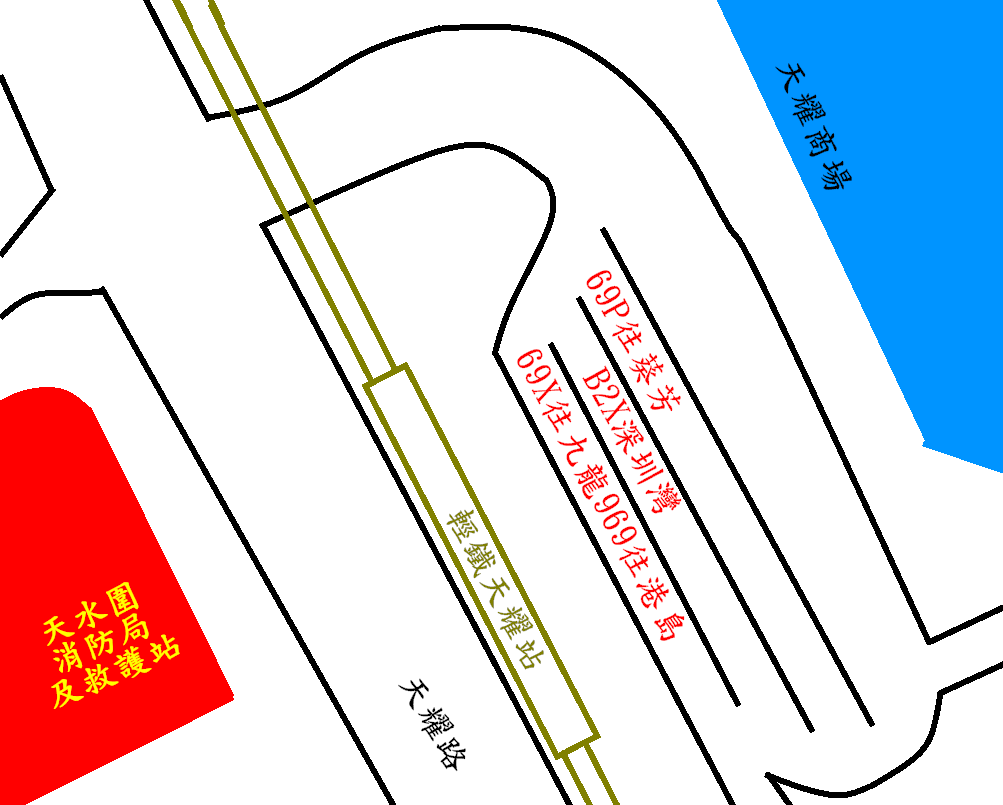
天耀巴士總站的平面圖

### 九龍巴士69X線（特別班次）
- 天水圍（天耀邨） → 佐敦（西九龍站）

此特別班次於1994年8月16日投入服務，途經天祐苑、元朗公路、大欖隧道、屯門公路、荃灣路、荔枝角、長沙灣、深水埗、旺角、油麻地及佐敦，只於平日上午繁忙時間開出2班（0735、0755）。

### 九龍巴士264R線
- 天水圍（天耀邨） ↔ 大埔墟站

2015年12月5日投入服務，2018年12月1日改遷至此，經天瑞、頌富、天澤、元朗市、太和、大埔中心、大埔墟，只於星期六、日及公眾假期（1000至1900）提供服務，2020年2月15日至5月10日期間，因應2019新型冠狀病毒疫情曾一度暫停服務，於同年的5月16日恢復服務。

### 新大嶼山巴士B2X線
- 天耀邨 ↔ 深圳灣口岸

於2013年12月21日投入服務，途經天水圍站及港深西部公路，只於星期六、日及公眾假期提供服務，2020年2月6日，因應2019新型冠狀病毒疫情暫停服務。

## 途經路線資料

### 九龍巴士69P線
- 天水圍站 → 葵芳站

於2004年4月6日投入服務，取代原有64M線，途經天耀邨、嘉湖山莊賞湖居、天慈邨、元朗公路、大欖隧道、屯門公路、荃灣、大窩口站及葵興，只於平日上午繁忙時間提供服務。2019年2月25日起延長遷往至天水圍站。

## 過往路線
已取消
- 九鐵巴士653線
- 九鐵巴士654線
- 九龍巴士64M線

已遷出
- 九龍巴士69M線(總站遷往天瑞巴士總站，後來再遷往天水圍市中心公共運輸交匯處)
- 九龍巴士69P線(總站遷往天水圍站公共運輸交匯處,本站改為中途站)

## 外部連結
- 九巴（页面存档备份，存于）
- 天耀邨總站（页面存档备份，存于），城巴／新巴
- 新大嶼山巴士